# خليف محفوظ
خليف محفوظ، أديب وقاص جزائري، من مواليد 23 جوان 1960م بمنطقة عين بسام البويرة. أكمل دراساته العليا بالجامعة المركزية بالجزائر العاصمة في الأدب. حاصل على عدة جوائز محلية ووطنية في الأدب.

## مسيرة مهنية
حاصل على ليسانس في الادب العربي من جامعة الجزائر المركزية سنة 1985، أستاذ أدب عربي بالجزائر وٍأستاذ مبرز مشارك في تأليف الكتب المدرسية عضو لجنة امتحان البكالوريا

## أعماله
- «أتصمت العصافير؟» - رواية، منشورات وزارة الثقافة – الجزائر – 247 صفحة.[2]
- «المواثبة في ربوع الهيم» مجموعة قصصية
- «المحاق» مجموعة قصيصة
- «العتبة» مجموعة قصيصة

## الجوائز
- جائزة وزارة الثقافة للرواية عام 1994
- جائزة اتحاد الكتاب للقصة القصيرة «الربيع البليدي 2000»
- جائزة أبوليوس لأحسن رواية بالعربية في الجزائر 2008

## نبذة عن روايته
هيَ الرواية الحائزة على جائزة أبوليوس الجزائرية. بالبداية لا بُدّ منَ الإشارة إلى أنّ عنوان الرواية «العصافيرُ التي تموت» هوَ العنوانُ الأصلي لها قبلَ أن يتغيّرَ - حسب اقتراح وزاري قبلَ النشر - إلى «أتصمتُ العصافير.؟».
باعتبار أنّ العنوان جزءٌ مهمٌّ منَ أيّ عملٍ أدبي حيثُ يُعتبرُ كمفتاحٍ أو بوابة للولوجِ فيه فإنّنا نجدُ في كلا العنوانين رمزية جميلة وغير مُغرقة ممّا يترك أثراً مبدئياً في نفس القارئ لمقاصد الرواية باعتبار «العصافير» رمزاً للحرية والانعتاق والجمال والبساطة، فهيَ تُعطي تصوّر أولي وانطباع لمنهج ما يُريد القاص من الإبحار فيه بنصه بشكل عام، ولكن على الرغمِ من اشتراكهما بهذهِ الدلالة إلّا أنّ اختلافهما واضحاً في إفساح المجال للإحساس ببصيصِ أملٍ على شكلِ تساؤلٍ كبير في الثاني - وإن كان غير مضمون التحقق - إلّا أنّهُ يبعثُ على التفاؤل بينما انعدمَ ذلكَ في الأول الذي جاء تقريرياً مُغلّفاً باليأس، لكن الكاتب فضّل إعادة العنوان الأصلي للرواية لرؤية خاصّة قد يكتشفها القارئ عند الغوص في تفاصيلها.
ترصد الرواية الأوضاع الاجتماعية والسياسية والاقتصادية إبّانَ الثورة الجزائرية - بعد الاستقلال - بالعموم وما أفرزتهُ من تداعيات على أصعدةٍ عدّة وذلك من خلال رحلة حياة بطل الرواية «سعد» كحالة اجتماعية خاصة ناتجة عنها. «سعد» الذي أنهكه صراعه النفسي بينَ التمنّي والواقع في ظل حرمانهُ العطف والحنان وشعوره بالغربة في علاقته مع المحيط وهو في رحلة بحثهِ عن انتمائه بينَ الأم التي لا يعرفها والوطن الذي يشدّه إليه مما يجعل حياته مليئةٌ بالأحداث والتنقلات والحيرة، حياة يتصارعُ فيها «سعد» الطفل و«سعد» الشاب و«سعد» العاشق، بالدوافع والمُؤثّرات التي اشتركت في صناعة وتطور شخصيته (المرج ورعي الأغنام، المدرسة، الثكنة، بيت الحكمة، الحب) وكذلك الشخوص المحيطة التي بصمت وتركت في نفسه أثراً عميقاً (الشيخ مسعود، الجدة فطوم، المازيّة، نوّارة، المعلم أحمد، المحاضر السياسي).
فمشكلة الانتماء الاجتماعي التي يُعانيها «سعد» هيَ المحور الذي يحرك الأحداث كالحنين والشوق والحرمان الكامن والحب الموءود بحكم مسبق في ذات البطل مما يجعله يختار الهروب مرغماً، كذلك الانتماء السياسي الذي أوقعه في حيرةٍ بين ضفتين إحداهما تاريخ الثورة المُشرق والأخرى انقلابها على مفاهيمها وأهدافها والتي يستعرضها الكاتب ملمحاً برمزية واعية ساخرة حيناً وناقدة أحياناً ومستعرضاً الأوضاع الاقتصادية الناتجة عنها والمتمثلة بالبطالة والفقر.
يمضي «سعد» بين الواجب في ما يجب أن يكون والحاجة في ما يريد أن يكون، بينَ دوافعه النفسية بمدى شرعيّة ما يُصادفه من واجب وما يلمسهُ من حقّ ضائع، يأخذنا الكاتب مُبحراً بنا في المتعة والدهشة التي تتجلّى من خلال مقدرة الكاتب على الوصف وترجمة أفكاره في رسم الأحداث وتصوير الواقع في تلك الفترة بصدق وأمانة وتجسيد نفسية بطله بشكل فائق الدقة ليجعل القارئ في كثير من الأحيان يتراءى له المشهد كما انّه أمامه فيعيش الحدث بتفاصيله من خلال أسلوبه المُدهش وانسيابية السرد وإتقان مميّز في تسلسل الأفكار والأحداث مُستخدماً لغة رائقة شفيفة وشعريّة واضحة تعكس القاموس اللغوي الثري للكاتب وتمكنه من اللغة في وصف ما يريد باقتدار.
رواية تستحق القراءة لأنّها قصة حياة بتفاصيلها، بفطرتها، دوافعها، أهوائها، آمالها، واتجاهاتها النفسية، وقصةُ وطن بهمومه، معاناته، أطيافه، تاريخه، وقصةُ عشق بمعاناته، جنونه، نقاءه، عصفه، هذيانه

### فهرس
1. ↑  مجموعة مؤلفين (2014)، ج. 1، ص. 769.
2. ↑  شريف بموسى (2017)، ص. 98.

## معلومات مفصلة للمراجع
- مجموعة من المؤلفين (2014). رابح خدوسي (المحرر). موسوعة العلماء والأدباء الجزائريين (طبعة 2014). بلدية بئر توتة: منشورات الحضارة. ISBN:978-65-00-16780-1. OCLC:6914264781. QID:Q119295538.
- شريف بموسى، عبد القادر (2017). الفهرس البيبليوغرافي للرواية الجزائرية 1947-2015. لندن: E-Kutub Ltd. ISBN:978-1-78058-299-3. مؤرشف من الأصل في 2023-06-10.